# 溝槽式廁所
溝槽式廁所，又稱為一條溝廁所，指的是沒有馬桶、小便斗等便器，而是由一條溝槽收集糞、尿的廁所。常見的材質為舖有磁磚的水泥溝槽，也有不鏽鋼材質的。造價便宜，多見於公共廁所、學校廁所。過去在台灣相當常見，但隨著經濟發展已大多被有隔間、隔板的馬桶與小便斗取代。中華民國教育部的《幼兒園及其分班基本設施設備標準》第24條規定幼兒園不得採用無封水、無防臭之溝槽式小便設施。
溝槽式小便池在英語稱為，種類有落地式與壁掛式。
- 香港大窩口工廠大廈的蹲廁
- 上海的不鏽鋼蹲廁
- 加拿大的小便池
- 澳洲的不銹鋼小便池
- 美國的壁掛式小便池